# Liste der denkmalgeschützten Objekte in Wolfsegg am Hausruck
Die Liste der denkmalgeschützten Objekte in Wolfsegg am Hausruck enthält die 2 denkmalgeschützten, unbeweglichen Objekte der oberösterreichischen Marktgemeinde Wolfsegg am Hausruck.

## Denkmäler
| Foto |                 | Denkmal                                                                                | Standort                                  | Beschreibung | Metadaten |
| ---- | --------------- | -------------------------------------------------------------------------------------- | ----------------------------------------- | --- | --- |
| ja   | Datei hochladen | Schloss Wolfsegg mit Wirtschaftsgebäude HERIS-ID: 38923 Objekt-ID: 38548               | Schloßberg 1 Standort KG: Wolfsegg        | Eine auf einer Anhöhe im 17. Jahrhundert errichtete Anlage. Das Schloss besteht aus einem dreigeschoßigen Hauptbau und einem Rückenflügel, die durch zweigeschoßige Gangflügel verbunden sind. Das Wirtschaftsgebäude, nördlich des Schlosses, ist in Hufeisenform. | BDA-Hist.: Q1388686 Status: Bescheid Stand der BDA-Liste: 2025-06-30 Name: Schloss Wolfsegg mit Wirtschaftsgebäude GstNr.: .1, .2/1 Schloss Wolfsegg                                   |
| ja   | Datei hochladen | Kath. Pfarrkirche hl. Georg und ehem. Friedhofsfläche HERIS-ID: 52718 Objekt-ID: 60275 | Stelzhamerstraße 10 Standort KG: Wolfsegg | Eine im Kern gotische Kirche, die 1702 und 1729 erweitert wurde. Nach einem Brand 1864 erfolgten weitere Umbauten. Der Westturm mit einem Spitzhelm stammt aus dem Jahr 1867/68.                                                                                    | BDA-Hist.: Q25494917 Status: § 2a Stand der BDA-Liste: 2025-06-30 Name: Kath. Pfarrkirche hl. Georg und ehem. Friedhofsfläche GstNr.: .17, 70/2, 71/1 Pfarrkirche Wolfsegg am Hausruck |